# Berndt Petersson
Berndt Rudolf Petersson, född 10 november 1850 i Ystad, död 20 januari 1937, var en svensk borgmästare. 
Petersson blev student vid Lunds universitet 1870, avlade hovrättsexamen 1874 och blev vice häradshövding 1876. Han blev praktiserande jurist i Ystad 1877, var tillsyningsman vid Ystads kronohäkte 1877–1887, stadsfogde i Ystads stad 1878, rådman, magistratssekreterare och notarius publicus där 1885 samt borgmästare i Ystad 1889–1917. Han var ombudsman och sekreterare vid Ystads sparbank från 1889, verkställande direktör i Ystad–Eslövs Järnvägs AB från samma år, ledamot i styrelsen för Skånes Enskilda Banks kontor i Ystad från 1892 och i bankens centralstyrelse från 1894.